# (712) Boliviana
(712) Boliviana ist ein Asteroid des Hauptgürtels, der am 19. März 1911 vom deutschen Astronomen Max Wolf in Heidelberg entdeckt wurde.
Der Asteroid ist nach dem südamerikanischen Revolutionär Simón Bolívar benannt.